# 韋希加郡

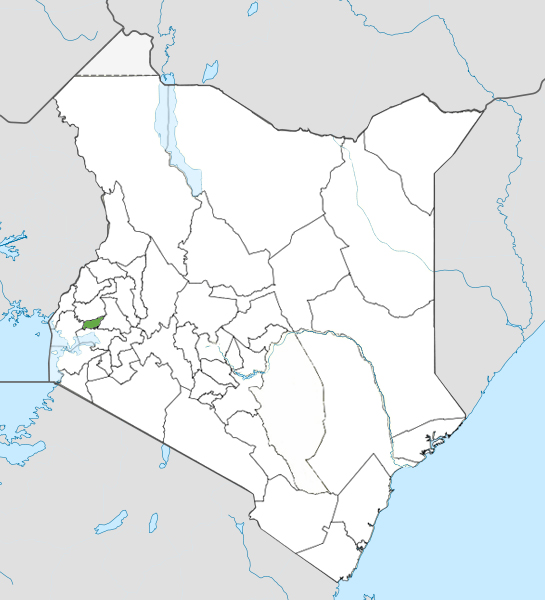

韋希加郡，是肯尼亞的一個郡，位於該國西部，由西部省負責管轄，首府設於韋希加，始建於2013年3月4日，面積531.3平方公里，2009年人口554,622，人口密度每平方公里1,043.9人。